# الهداشة (حزم العدين)

تعديل مصدري - تعديل

الهداشة محلة تابعة لقرية الاوهار، التابعة لعزلة الشعاور بمديرية حزم العدين إحدى مديريات محافظة إب في الجمهورية اليمنية، بلغ تعداد سكانها 43 حسب تعداد اليمن لعام 2004.